# 泉州城墙

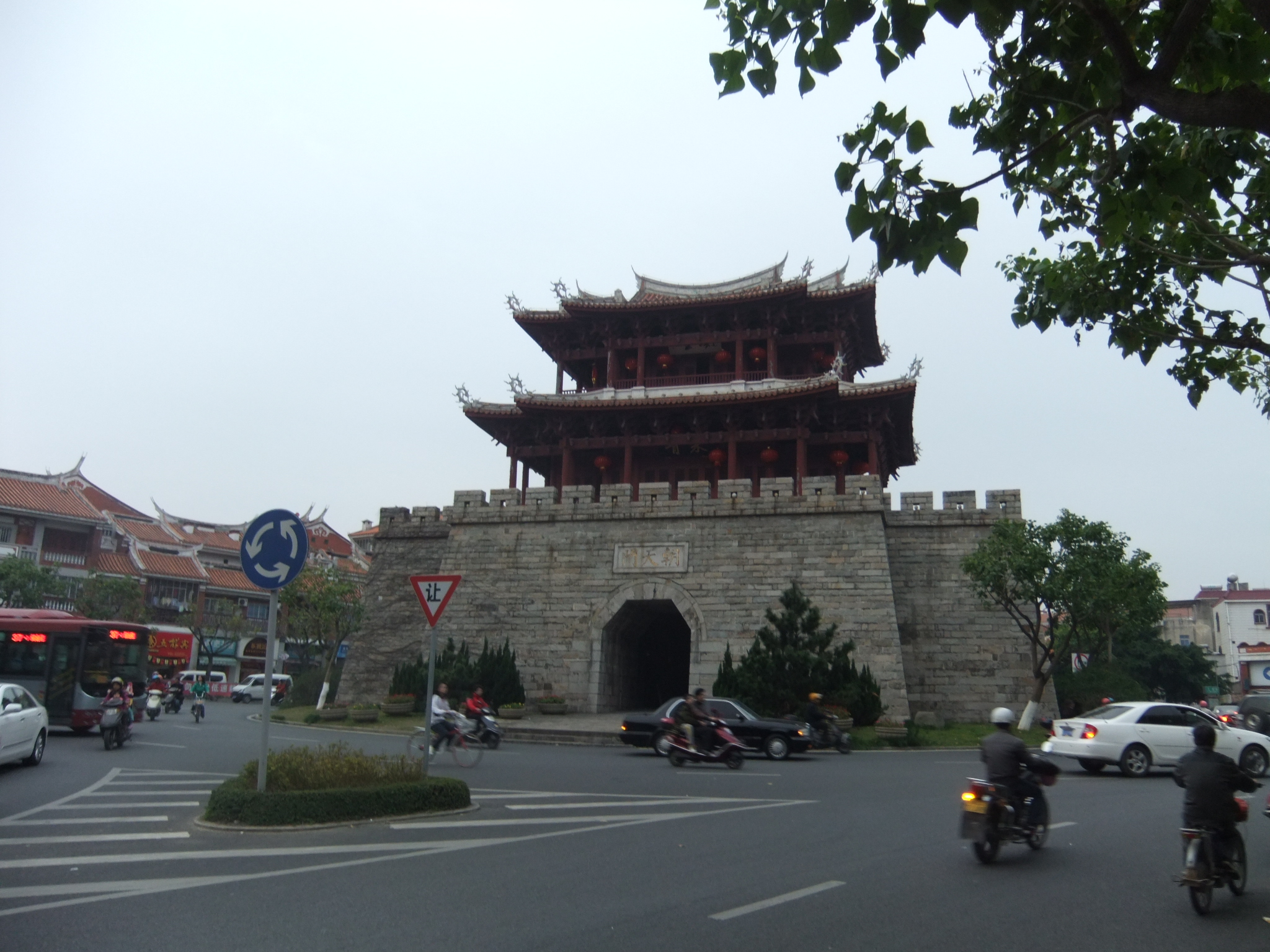
朝天门

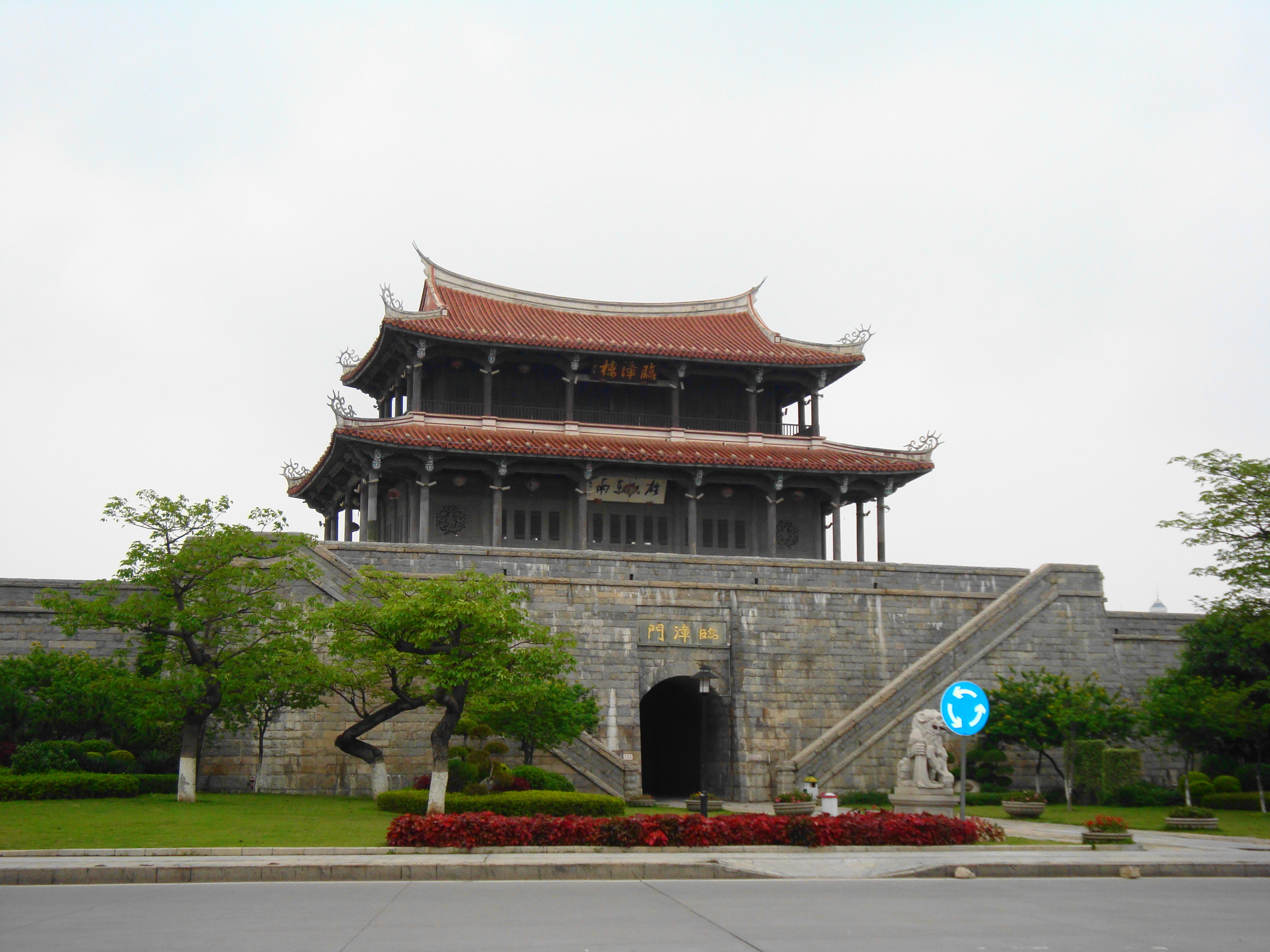
临漳门

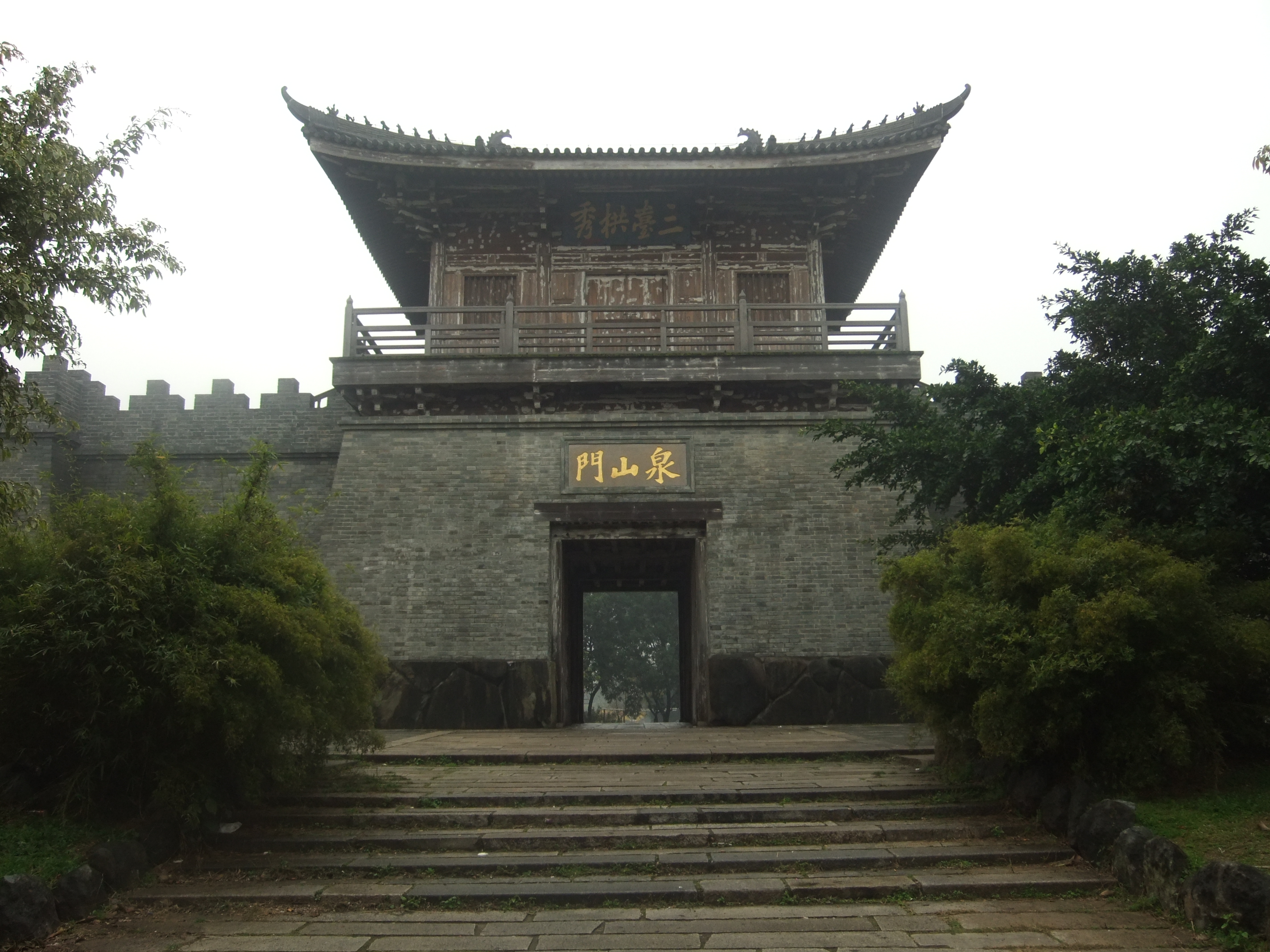
泉山门

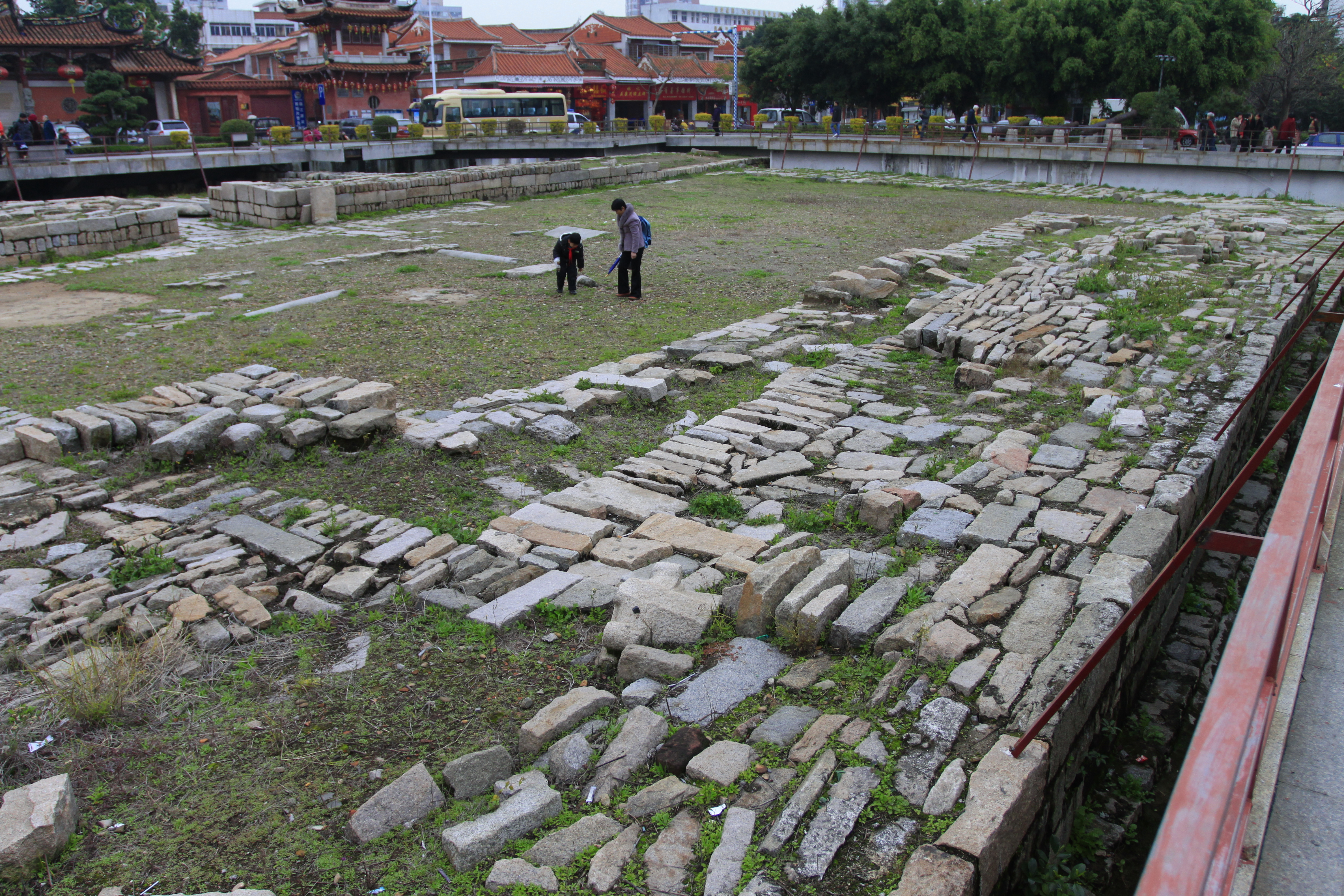
德济门遗址

泉州城墙位于中国福建省泉州市。旧城墙已于1923年—1937年间拆除。现有重建的临漳门、朝天门、泉山门。2006年，德济门遗址被列为第六批全国重点文物保护单位。

## 历史
唐初，泉州夯土筑城，此为建城之始。唐末，王潮三兄弟据泉州时，泉州城周长17.2里，城区面积4平方公里。天祐三年（906年），王审知筑子城。天祐（904年—907年）年间，王延彬拓城西地。南唐保大（943年—957年）年间，留从效筑罗城。北宋乾德（963年—968年）初，陈洪进拓东北垣。北宋宣和二年（1120年），泉州知州陆藻增筑罗城。至清道光朝的900多年间，罗城先后修筑27次。
1923年—1937年，泉州城墙拆除。
2001年，重建朝天门。2002年，重建临漳门、泉山门。